# 7 septembrie
ianuarie • februarie • martie  • aprilie  • mai  • iunie  • iulie  • august  • septembrie  • octombrie  • noiembrie  • decembrie
7 septembrie este a 250-a zi a calendarului gregorian și a 251-a zi în anii bisecți. Mai sunt 115 zile până la sfârșitul anului.

## Evenimente

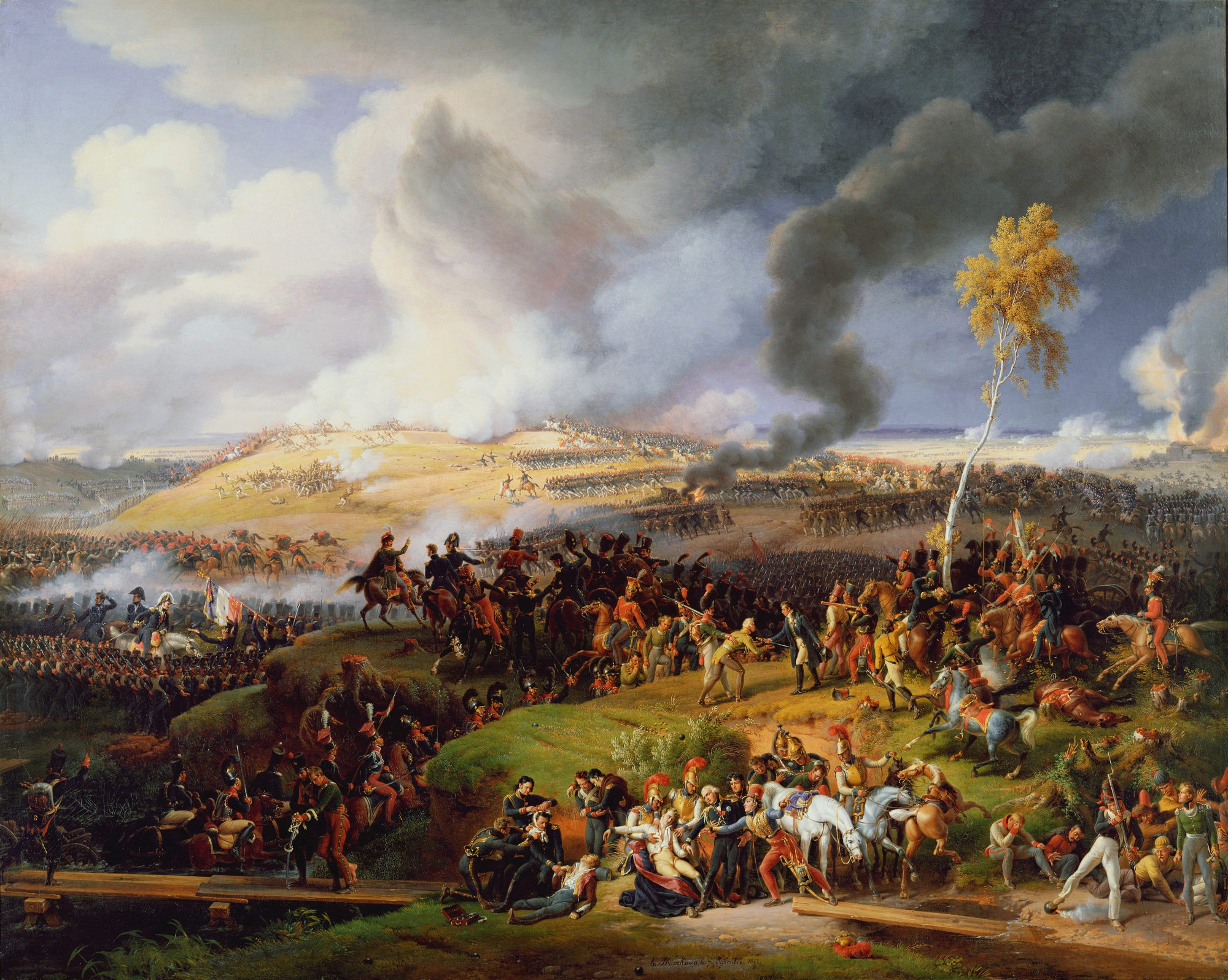
1812: Grande Armée a lui Napoleon a obligat armata rusă să se retragă în bătălia de la Borodino.

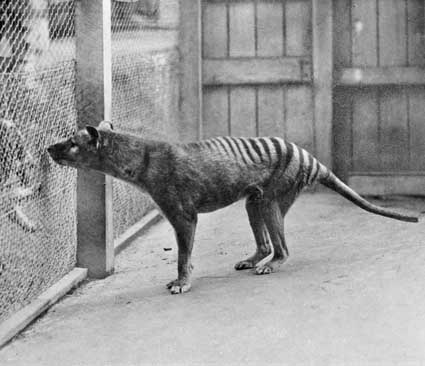
1936: „Benjamin”, ultimul lup marsupial moare în noaptea de 6-7 septembrie la Grădina Zoologică Beaumaris din Hobart, Australia, probabil din cauza neglijenței - îndepărtat din mediul său natural, a fost expus vremii neobișnuit de capricioase din acea perioadă: temperaturi ridicate ziua și foarte scăzute noaptea.

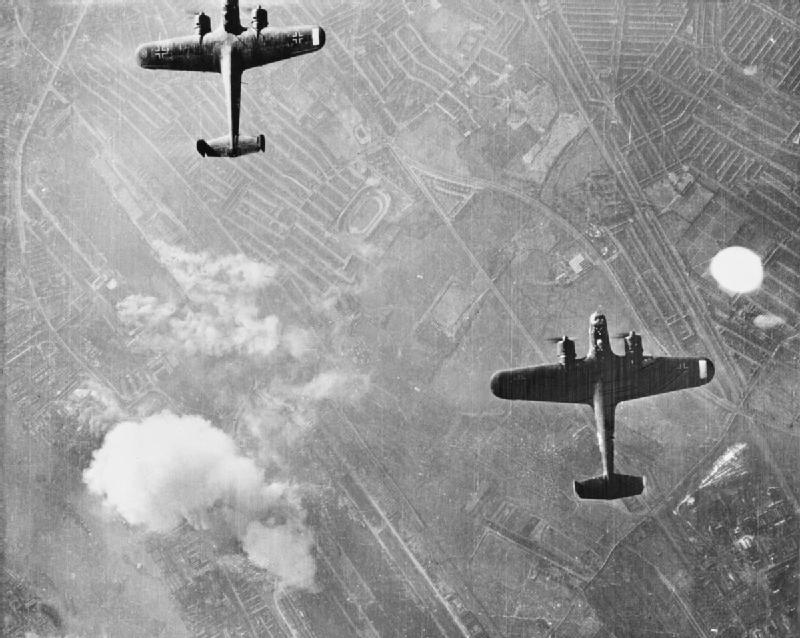
1940: În Bătălia Angliei avioanele germane încep atacurile de noapte (The Blitz) asupra Londrei și a altor orașe britanice.

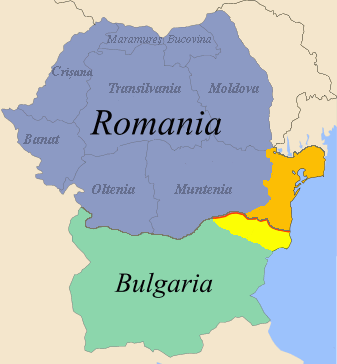
1940: Tratatul de la Craiova: Tratatul de frontieră dintre România și Bulgaria, prin care Cadrilaterul intră în componența Bulgariei.

- 0878: Ludovic cel Gângav este încoronat ca rege al Frantei de Vest de către Papa Ioan al VIII-lea.[2]
- 1191: A treia cruciadă: Bătălia de la Arsuf – Richard I al Angliei îl învinge pe Saladin la Arsuf.[3]
- 1228: Împăratul Sfântului Imperiu Roman, Frederic al II-lea, ajunge la Acre, Israel, și începe a șasea cruciadă, care are ca rezultat o restaurare pașnică a Regatului Ierusalimului.[4]
- 1303: Guillaume de Nogaret îl face prizonier pe Papa Bonifaciu al VIII-lea în numele regelui Filip al IV-lea al Franței.[5]
- 1571: Thomas Howard, al 4-lea duce de Norfolk, este arestat pentru rolul său în complotul Ridolfi de a asasina pe regina Elisabeta I a Angliei și de a o înlocui cu Maria, regina Scoției.[6]
- 1631: Războiul de Treizeci de Ani: Bătălia de la Breitenfield - trupele suedeze sub comanda regelui Gustav Adolf obțin o victorie decisivă asupra forțelor catolice.
- 1706: Războiul Succesiunii Spaniole: Asediul de la Torino se încheie, ducând la retragerea forțelor franceze din nordul Italiei.
- 1739: Tratatul de pace de la Belgrad dintre Austria și Imperiul Otoman, care încheia războiul ruso-austro-otoman (1736-1739). Imperiul Habsburgic a fost obligat să restituie Oltenia Țării Românești.
- 1764: Alegerea lui Stanisław August Poniatowski ca ultimul conducător al Commonwealth-ului polono-lituanian.
- 1778: Războiul de independență american: Franța invadează Dominica în Indiile de Vest britanice, înainte ca Marea Britanie să fie conștientă de implicarea Franței în război.
- 1812: Grande Armée a lui Napoleon a obligat armata rusă să se retragă în bătălia de la Borodino. Borodino a fost considerată bătălia cea mai sângeroasă din istoria războaielor napoleoniene.
- 1818: Carol al XIV-lea Ioan al Suediei este încoronat rege al Norvegiei, la Trondheim.
- 1822: Pe malul râului Ipiranga din São Paulo, Dom Pedro I declară Brazilia independentă de Portugalia.
- 1837: Exploratorul polar francez Jules Dumont d'Urville pornește spre Polul Sud la bordul navelor Astrolabe și Zèlée.
- 1872: Întâlnirea celor Trei Împărați de la Berlin, între împăratul Wilhelm I, împăratul Franz Joseph și țarul Alexandru al II-lea, pentru a suprima mișcările revoluționare din Europa, pregătește Acordul celor Trei Împărați din 1873.
- 1910: Marie Curie a izolat prima mostră pură de radiu.
- 1911: Poetul francez Guillaume Apollinaire este arestat sub suspiciunea de a fi furat tabloul Mona Lisa de la muzeul Luvru.
- 1914: Bătălia de la Gródek din Galiția de Est din Primul Război Mondial, între trupele austriece și ruse, a dus la o înfrângere devastatoare pentru Austrie.
- 1923: Se înființează Organizația Internațională a Poliției Criminale (Interpol).
- 1931: Nicolae Titulescu a fost reales în funcția de președinte al celei de-a XII-a Sesiuni ordinare a Adunării Societății Națiunilor; a fost un caz unic în istoria Ligii Națiunilor, când un fost președinte al Ligii a fost reales pentru o nouă sesiune.
- 1936: „Benjamin”, ultimul lup marsupial moare în noaptea de 6-7 septembrie la Grădina Zoologică Beaumaris din Hobart, Australia, probabil din cauza neglijenței - îndepărtat din mediul său natural, a fost expus vremii neobișnuit de capricioase din acea perioadă: temperaturi ridicate ziua și foarte scăzute noaptea.[1]
- 1939: România s-a declarat neutră în urma declanșării celei de-a doua conflagrații mondiale (la 1 septembrie) și și-a dat acordul de principiu pentru trecerea pe teritoriul său a materialului de război destinat ajutării Poloniei.
- 1940: Tratatul de la Craiova: Tratatul de frontieră dintre România și Bulgaria, prin care partea de sud a Dobrogei ("Cadrilaterul", adică județele Durostor și Caliacra) intră în componența Bulgariei.
- 1940: Al Doilea Război Mondial: În Bătălia Angliei avioanele germane încep atacurile de noapte (The Blitz) asupra Londrei și a altor orașe britanice.
- 1944: Șeful Marelui Stat Major, generalul Gheorghe Mihail, și-a înaintat demisia în semn de protest față de modul în care era tratată armata română și față de intrarea acesteia sub ordinele înaltului Comandament Sovietic, la 6/7 septembrie 1944, ora 0. Cererea i-a fost respinsă, trebuind să accepte colaborarea cu Armata Roșie. La 12 septembrie 1944, demisionează pentru a doua oară, exprimându-și refuzul de a accepta "ciuntirea și destrămarea oștirii".
- 1945: Are loc Parada Victoriei de la Berlin din 1945.
- 1949: Este proclamată Republica Federală Germania (cu capitala la Bonn), în urma unificării zonelor de ocupație americană, franceză și engleză. La 12 septembrie Adunarea Federală alege primul președinte federal (Theodor Heuss (1884 - 1963, liderul Partidului Liber Democrat, reales în 1954). La 15 septembrie este ales primul cancelar federal (Konrad Adenauer 1876 – 1976, reales în 1953, 1957 și 1961
- 1953: Nikita Hrușciov este ales primul Secretar General al Partidului Comunist al Uniunii Sovietice.
- 1977: Semnarea, la Washington, D.C., de către președintele Statelor Unite, Jimmy Carter, și premierul panamez, Omar Torrijos, a tratatului privind neutralitatea permanentă și funcționarea Canalului Panama, tratat care prevede ca toate trupele americane să părăsească Panama, iar în ceea ce privește controlul Canalului, acesta să revină autorităților panameze, cel mai târziu la 31 decembrie 1999).
- 1978: O grevă generală paralizează producția de petrol a Iranului. Premierul Jafar Sharif-Emami extinde legea marțială în toate orașele.
- 1979: ESPN, un canal de televiziune care difuzează exclusiv programe sportive, lansează prima sa emisiune pe rețeaua de televiziune prin cablu din Statele Unite.
- 1982: Vali Ionescu și Anișoara Cușmir s-au situat pe locurile I și, respectiv II, la săritura în lungime la Campionatele europene de atletism de la Atena.
- 1986: Desmond Tutu a devenit primul predicator de culoare care a condus biserica anglicană din Africa de Sud.
- 1987: Președintele Consiliului de Stat al RDG, Erich Honecker, sosește la Bonn pentru o vizită oficială în Republica Federală Germania.
- 1998: A fost fondată Google Inc..
- 2001: A fost prezentat, în cadrul Festivalului de Film de la Veneția, filmul lui Lucian Pintilie, După-amiaza unui torționar, realizat după romanul "Drumul Damascului", de Doina Jelea.
- 2001: În Adunarea Generală a Organizației Națiunilor Unite (ONU), statele membre decid în unanimitate, ca începând cu anul următor, ziua de 21 septembrie să fie Ziua Internațională a Păcii.
- 2005: În Egipt au loc primele alegeri prezidențiale.

## Nașteri
- 1533: Elisabeta I, regină a Angliei și a Irlandei, ultimul suveran din dinastia Tudor (d. 1603)
- 1683: Maria Anna de Austria, regină a Portugaliei (d. 1754)
- 1707: Georges Louis Leclerc de Buffon, scriitor și naturalist francez (d. 1788)
- 1726: François-André Danican Philidor, șahist și compozitor francez (d. 1795)
- 1811: Prințul Karl Anton de Hohenzollern-Sigmaringen, tatăl regelui Carol I al României (d. 1885)
- 1816: Lascăr Rosetti, om politic român (d. 1884)
- 1817: Louise de Hesse-Kassel, soția regelui Christian al IX-lea al Danemarcei (d. 1898)
- 1836: Henry Campbell-Bannerman, politician scoțian-englez, prim-ministru al Regatului Unit (d. 1908)

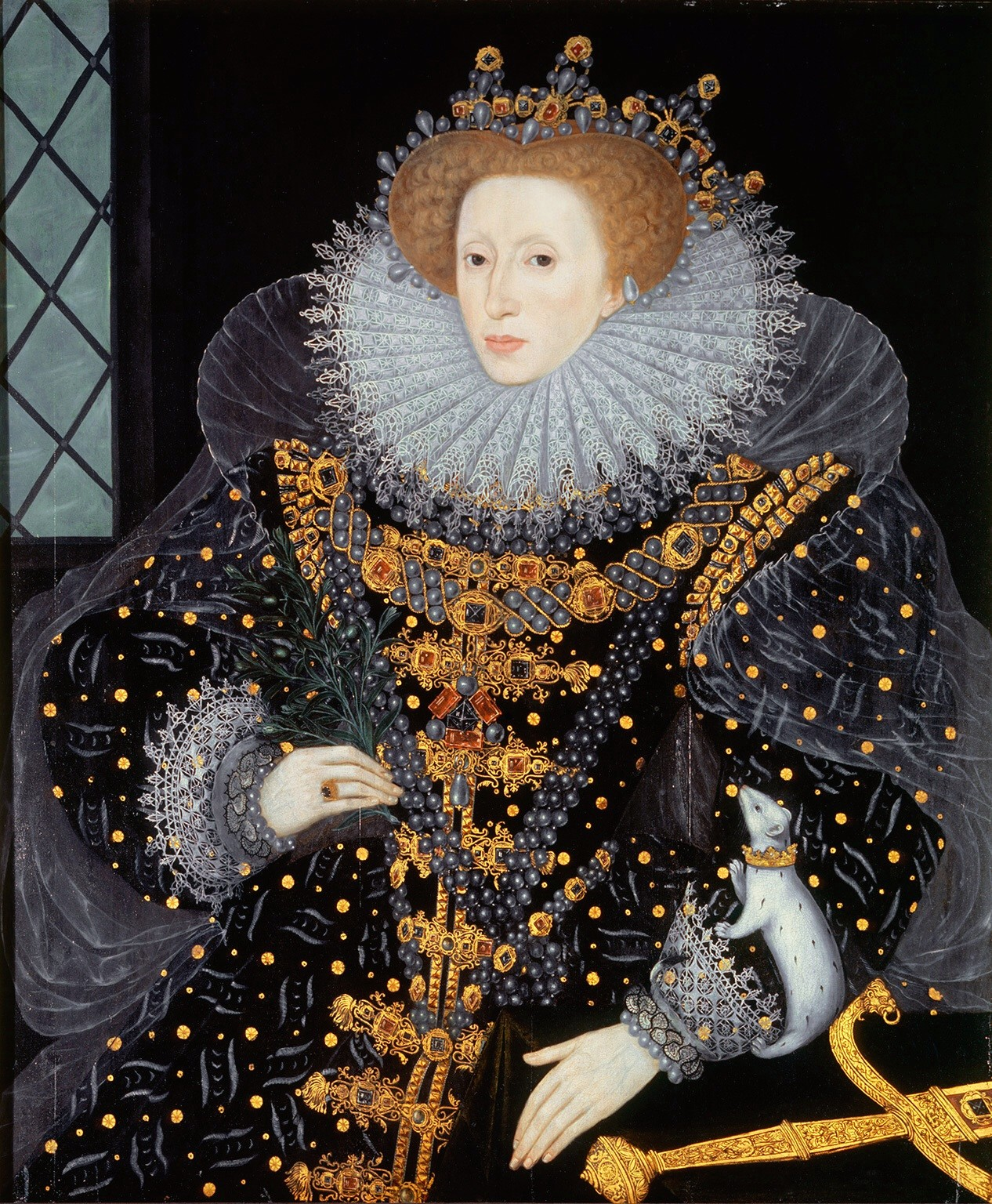
Regina Elisabeta I a Angliei
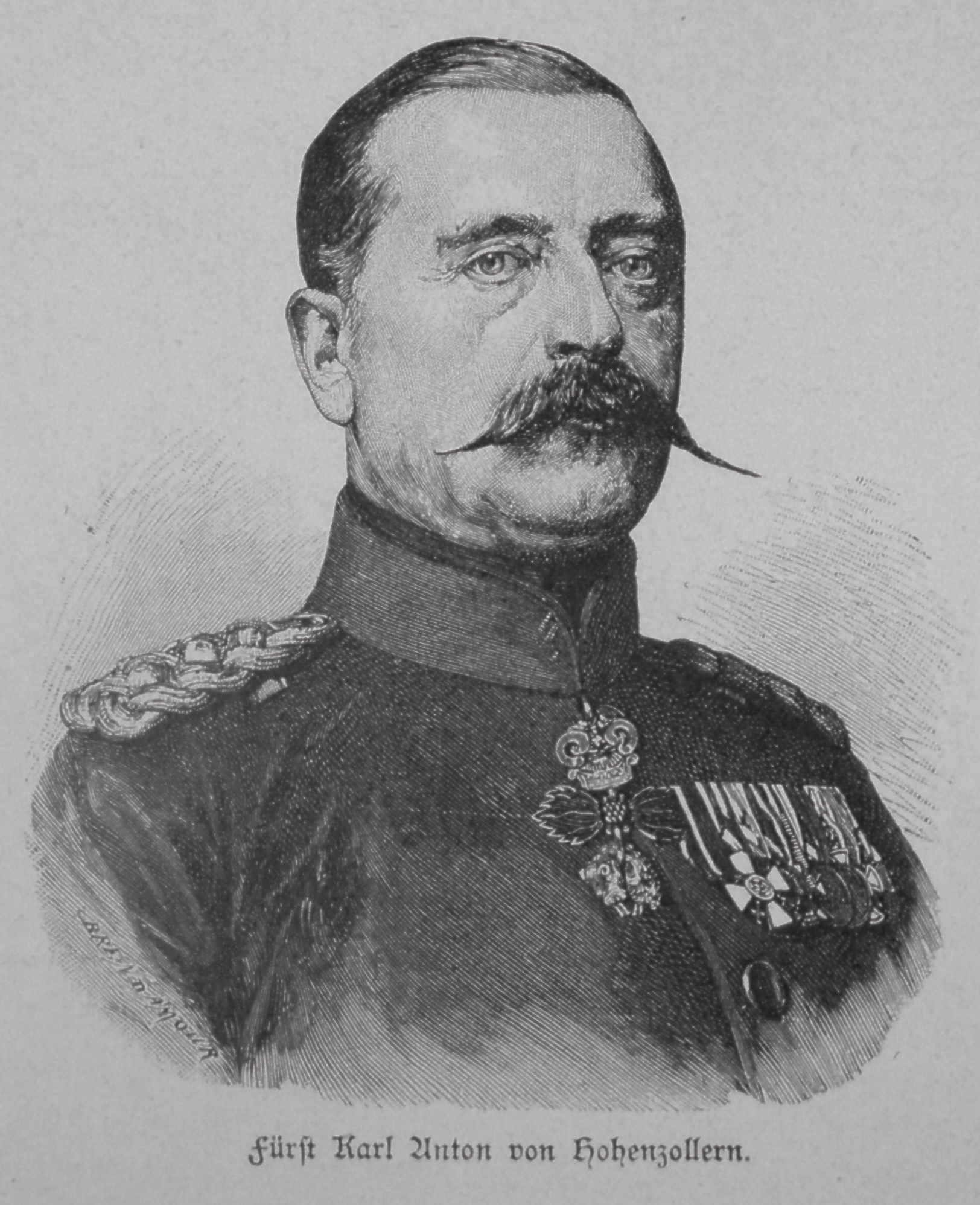
Prințul Karl Anton de Hohenzollern-Sigmaringen, tatăl regelui Carol I al României
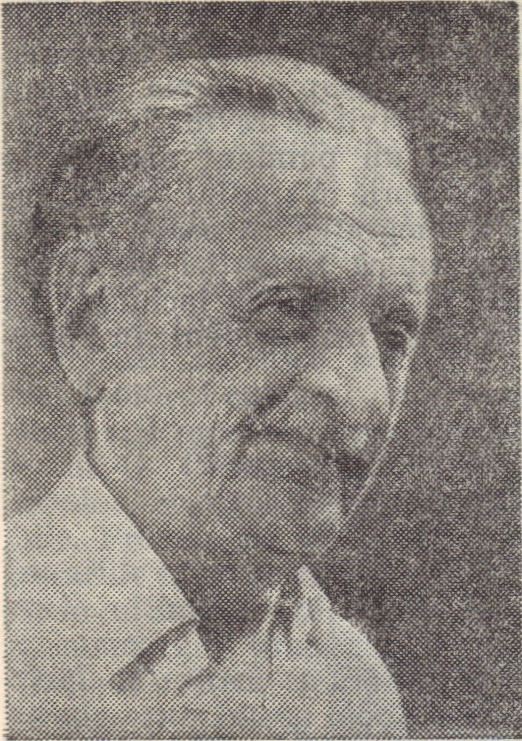
Șerban Cioculescu, critic și istoric literar român, membru al Academiei Române

- 1850: Constantin I. Istrati, chimist și medic român (d. 1918)
- 1866: Tristan Bernard, prozator și dramaturg francez (d. 1947)
- 1879: Francisco José de Braganza, pretendent la tronul Portugaliei, ofițer austro-ungar (d. 1919)
- 1881: Henri Focillon, istoric de artă și estetician, membru de onoare străin al Academiei Române (d. 1943)
- 1902: Șerban Cioculescu, critic și istoric literar român, membru al Academiei Române (d. 1988)
- 1904: Dumitru Dumitrescu, inginer român (d. 1984)
- 1909: Elia Kazan (Elia Kazanjoglou), regizor, scenarist și producător american de origine greacă (d. 2003)
- 1911: Todor Jivkov, lider comunist bulgar, președinte al statului (1971-1989) (d. 1998)
- 1912: Mariana Drăgescu, aviatoare română, membră a Escadrilei Albe (d. 2013)
- 1927: Ion Pacea, pictor român, membru de onoare al Academiei Române (d. 1999)
- 1929: Emanuel Kant Vasiliu, lingvist român, membru al Academiei Române (d. 2001)
- 1930: Baudouin I al Belgiei, regele Belgiei în perioada 1951-1993 (d. 1993)
- 1936: Buddy Holly, cântăreț american, unul dintre primii muzicieni rock and roll (d. 1959)
- 1938: Eliza Botezatu, scriitoare și critic literar din Republica Moldova (d. 2022)
- 1940: Dario Argento, regizor de film, producător și scenarist italian
- 1944: Paul Fister, actor român (d. 2017)
- 1946: J. J. Benítez, scriitor spaniol
- 1948: Khalifa bin Zayed Al Nahyan, președintele Emiratelor Arabe Unite în perioada 2004-2022 (d. 2022)
- 1949: Gloria Gaynor, cântăreață americană
- 1950: Susan Blakely, fotomodel și actriță americană
- 1954: Tudorel Stoica, fotbalist român
- 1955: Mira Furlan, actriță și cântăreață croată (d. 2021)
- 1960: Nae Caranfil, scenarist, actor și regizor român
- 1963: Eazy-E, rapper american și unul dintre membrii fondatori al trupei de rap N.W.A (d. 1995)

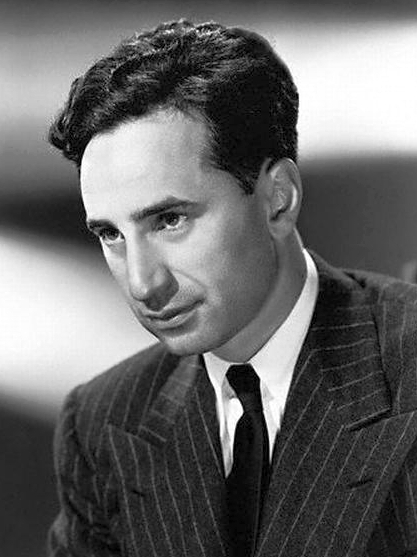
Elia Kazan, regizor, scenarist și producător greco-american
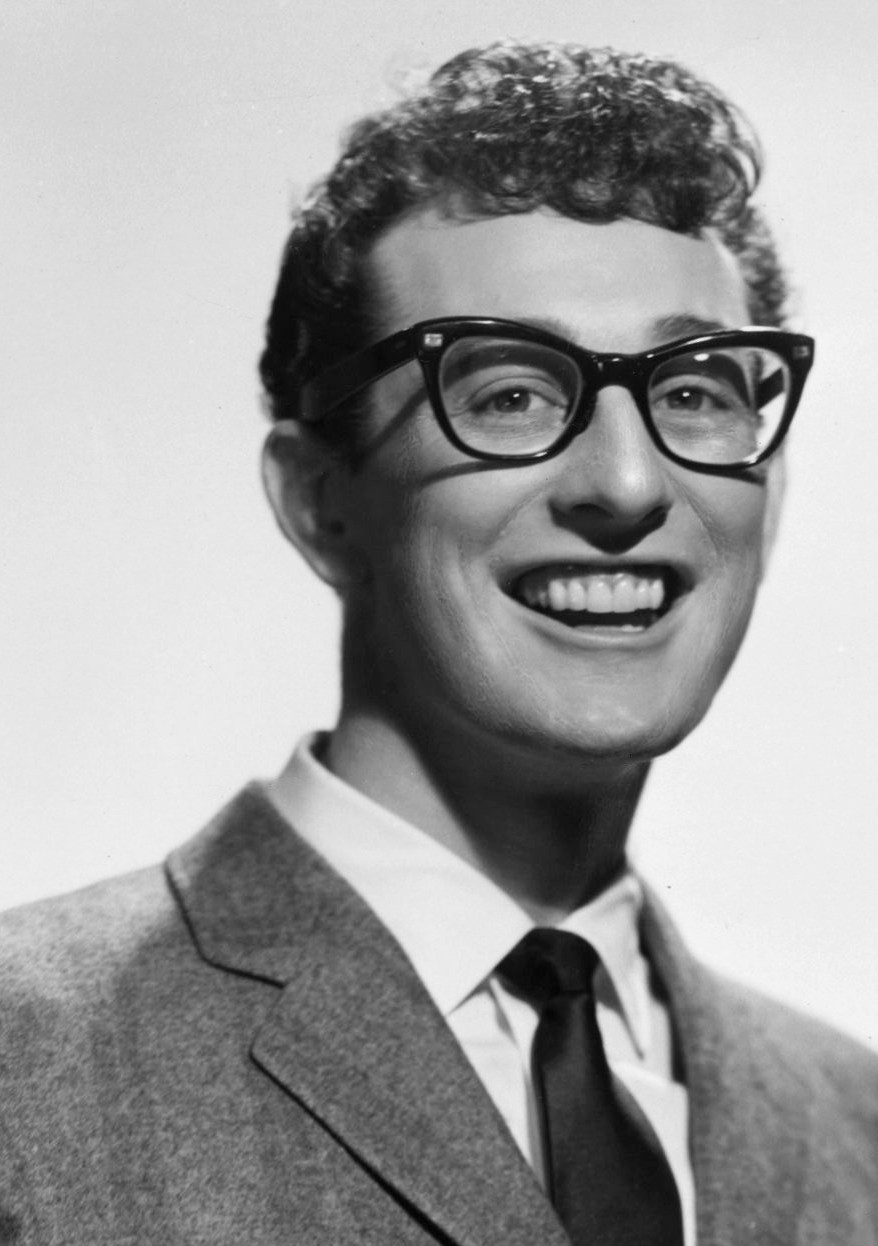
Buddy Holly, cântăreț american, unul dintre primii muzicieni rock and roll
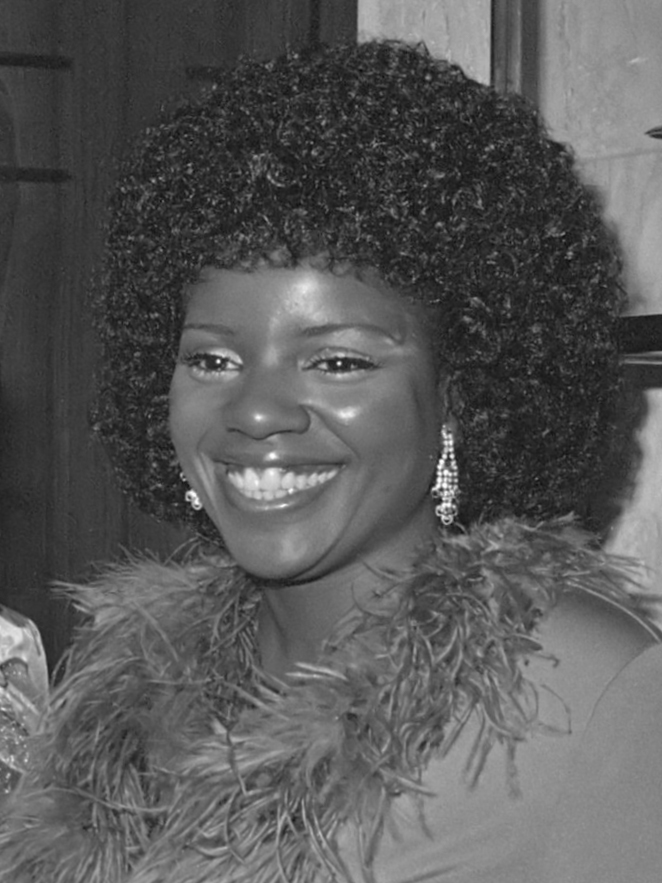
Gloria Gaynor, cântăreață americană

- 1965: Angela Gheorghiu, soprană română
- 1966: Gunda Niemann-Stirnemann, patinatoare germană
- 1968: Marcel Desailly, fotbalist francez, născut în Ghana
- 1971: Kjersti Grini, handbalistă norvegiană
- 1971: Tupac Shakur, rapper american și actor, considerat unul dintre cei mai mari rapperi din toate timpurile (d. 1996)
- 1976: Veronika Țepkalo, activistă politică belarusă
- 1977: Fedde le Grand, DJ olandez
- 1980: Gabriel Milito, fotbalist argentinian
- 1982: Andreea Antonescu, cântăreață și textieră din România
- 1983: Andre Berto, boxer american
- 1984: Vera Zvonareva, jucătoare rusă de tenis
- 1987: Evan Rachel Wood, actriță americană
- 1988: Silvia Busuioc, actriță și fotomodel din Republica Moldova
- 1992: Marius Vasile Cozmiuc, canotor român
- 1992: Alexei Luțenko, ciclist kazah

## Decese
- 0355: Claudius Silvanus, general roman
- 1496: Ferdinand al II-lea de Neapole, rege al Neapolelui (n. 1469)
- 1619: Ștefan Pongrácz, iezuit transilvănean (n. 1582)
- 1795: Marie-Geneviève Navarre, pictoriță franceză (n. 1735)
- 1799: Jan Ingenhousz, biolog, chimist și fiziolog olandez (n. 1730)
- 1801: Charlotte Amalie de Hesse-Philippsthal, ducesă (n. 1730)
- 1831: Petrus Sigerus, botanist din Transilvania (n. 1759)
- 1880: Manolache Costache Epureanu, politician român, prim-ministru al României (n. 1820)
- 1907: Bogdan Petriceicu-Hasdeu, enciclopedist, jurist, lingvist, istoric, om politic și scriitor român (n. 1836)

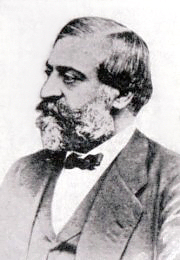
Manolache Costache Epureanu, politician român, prim-ministru al României
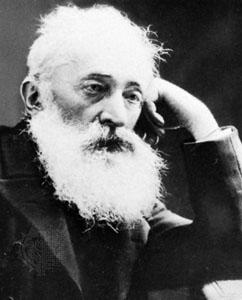
Bogdan Petriceicu-Hasdeu, enciclopedist, jurist, lingvist, istoric, om politic și scriitor român
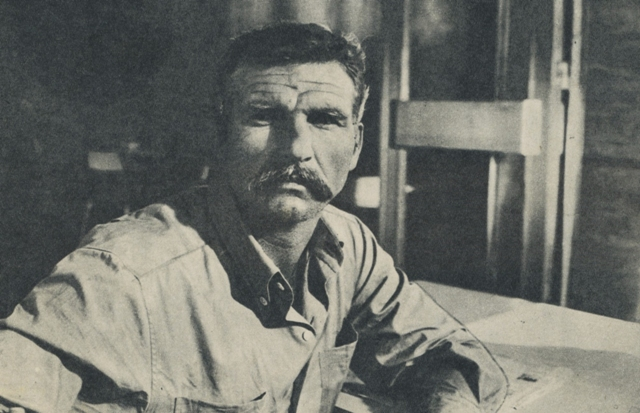
Ilarion Ciobanu, actor român

- 1962: Isak Dinesen, scriitoare daneză (n. 1885)
- 1984: Iosif Slipyj, mitropolit ucrainean, deținut politic, cardinal (n. 1892)
- 1991: Edwin McMillan, chimist american, laureat al Premiului Nobel pentru chimie (n. 1907)
- 1993: Eugen Barbu, scriitor, scenarist și publicist român (n. 1924)
- 1994: James Clavell, scriitor american de origine australiană (n. 1924)
- 1996: Tupac Shakur, artist american renumit pentru stilul lui de rap și muzica sa, cariera de actor, poezii și activitatea socială. (n. 1971)
- 1997: Mobutu Sese Seko, mareșal și om politic, autoproclamat președinte al Republicii Zair (n. 1930)
- 2000: Virgil Săhleanu, lider sindical român (n. 1946)
- 2008: Ilarion Ciobanu, actor român de film (n. 1931)

## Sărbători
- Înainteprăznuirea Nașterii Maicii Domnului; Sf. Mc. Sozont (calendar ortodox)
- Brazilia: Ziua națională - aniversarea proclamării independenței față de Portugalia (1822)